# Diecezja Massa Marittima-Piombino
Diecezja Massa Marittima-Piombino – łac. Dioecesis Massana Plumbinena – diecezja Kościoła rzymskokatolickiego we Włoszech, w metropolii Sieny, w regionie kościelnym Toskania.
Została erygowana w V wieku. W 1978 do nazwy diecezji dołączono -Piombino.